# Штайнберг (Саксонія)
Штайнберг (нім. Steinberg) — громада в Німеччині, розташована в землі Саксонія. Входить до складу району Фогтланд.
Площа — 20,43 км2. Населення становить 2702 ос. (станом на 31 грудня 2020).